# 和顺翁主
和顺翁主（韓語：화순옹주；1720年—1758年），别稱「和顺贵主」，本名李香怡（이향이），是朝鮮英祖之庶长女，生母是靖嬪李氏。
英祖八年（1732年）十一月二十九日下嫁月城尉金漢藎。史載和順翁主「甚得婦道，貞柔兼備，雅尙儉約」；婚後，翁主与夫婿感情很好，人称“賢都尉淑翁主”。金漢藎在1758年過世，由於與和順翁主兩人都沒有親生子女，因此朝廷選他的姪兒金頤柱作為他們的養子。與此同時，和順翁主決定絕食自盡，即使英祖前去勸阻也無法說服她；十四天後，和順翁主也過世，其贞烈节操受到后人敬仰。和顺翁主被葬在忠清南道礼山郡:90。英祖虽然很赞赏和顺翁主的贞烈，但是另一方面，翁主违背親生父亲的命令，也使得英祖宣稱她不孝，因此不願給她建立贞节牌坊:286。
一直到朝鮮正祖即位之後，才在正祖七年（1783年）為姑母树立了牌坊；現在，此牌坊被稱為禮山和順翁主紅門，是忠清南道有形文化財第45號。

## 家族
- 父：朝鮮英祖李昑（1694－1776）
- 嫡母：貞聖王后徐氏（1692－1757）
- 生母：靖嬪李氏（1694－1722）
- 同母兄：孝章世子李緈（1719－1728）
- 夫：月城尉金漢藎（朝鲜语：김한신）（1720－1758），字幼輔，本貫慶州金氏、出自太師公派佐郎公派，領議政金興慶（朝鲜语：김흥경 (조선)）第四子[4]:90
  - 養子：金頤柱（韓語：김이주，1730－1798），字希賢，金漢藎長兄金漢楨第四子，有四子二女[4]:74-78, 90